# Strinz-Margarethä
Strinz-Margarethä ist ein Ortsteil der Gemeinde Hohenstein im südhessischen Rheingau-Taunus-Kreis.

## Geographie
Strinz-Margarethä liegt im westlichen Hintertaunus am Mittellauf des Aubachs. Die Gemarkungsfläche beträgt 890 Hektar, davon sind 424 Hektar bewaldet. Der Höhenzug, auf dem die Eisenstraße verläuft, bildet die westliche und die von Hennethal nach Idstein führende, als Hermannsweg bekannte Höhenstraße, die nördliche Gemarkungsgrenze. In der Ortsmitte treffen sich die Landesstraßen L 3032 und L 3274.

## Geschichte
Strinz-Margarethä ist der älteste Ortsteil der Gemeinde Hohenstein und wurde schon im Jahre 1184 unter dem latinisierten Ortsnamen Strentzge minorem (kleineres Strentzge) erstmals urkundlich erwähnt. Dabei handelt es sich um eine Urkunde, mit der Papst Lucius III. dem Kloster Bleidenstadt den Besitz der Orte Strinz-Margarethä und Strinz-Trinitatis bestätigt. Um 1300 wurde der Ort Strinzcepha genannt. Das Wort setzt sich aus strinc und epha zusammen. Die erste Silbe bedeutet öde, unbebaut, wüst (von althochdeutsch strinc oder strine), die zweite Silbe epha oder afa ist das keltische Wort für Bach. So bedeutet Strinzepha eine (Ein)öde mit einem Bach. Durch den Ort fließt der Aubach. Der zweite Namensteil ist kirchlichen Ursprungs und weist auf die Weihe einer Kapelle oder Kirche der hl. Margareta von Antiochia hin und tauchte um 1446 auf. Für dieses Jahr ist auch ein eigenes Kirchspiel verbürgt.
Vermutlich schon Mitte des 15. Jahrhunderts, spätestens aber 1566 war die Lehnshoheit Bleidenstadts allenfalls nur noch formaler Natur und beide Strinz-Orte gehörten zum nassau-walramschen Amt Idstein. In Strinz-Margarethä scheinen sich die Bleidenstädtischen Rechte aber etwas länger gehalten zu haben. So wird eine formale Hoheit des Abts noch im 18. Jahrhundert erwähnt und 1782 sind mehrere Bleidenstädtische Zehnte (zu diesem Zeitpunkt aber bereits an des Mainzer Domkapitel gefallen) in Strinz-Margarethä auch von Idsteinischer Seite bestätigt.
Für 1566 sind 40 Haushalte im Ort überliefert, für die Zeit um 1700 90 bis 100 Einwohner.
Je nach Lage wird Strinz-Margarethä im volkstümlichen Mund auch Vorder- bzw. Hinterstrinz genannt. Für die Bleidenstädter ist es Vorderstrinz, für die Limbacher z. B. ist es umgekehrt.
Am 1. Juli 1972 bildete die bis dahin selbständige Gemeinde Strinz-Margarethä im Zuge der Gebietsreform in Hessen zusammen mit sechs weiteren Gemeinden auf freiwilliger Basis die neue Großgemeinde Hohenstein. Für Strinz-Margarethä wurde wie für die übrigen Ortsteile ein Ortsbezirk mit Ortsbeirat und Ortsvorsteher errichtet.

## Wappen
Bis zur Eingemeindung 1972 führte der Ort ein eigenes Wappen, das er als Ortsteil weiterhin beibehält:
Blasonierung: „In Schwarz ein silberner, steigender, vierfüßiger Flügeldrache mit roten Nüstern, Krallen und dreiflammiger Zunge, um den Hals ein roter Strick, gehalten von einer aus dem linken oberen Schildrand wachsenden silbernen rechten Hand mit roter Manschette mit silbernem Knopf.“
Die Ortsfahne ist blau mit dem Ortswappenschild in Blau und dem Ortsnamenszug darunter in schwarzen altenglischen Lettern.
Wappenerklärung: Der durch einen Strick gebundene Drache entstammt einem alten Siegel von 1609, auf dem er als deren Attribut mit der Figur der heiligen Margaretha, der Kirchenpatronin und Namensgeberin des Ortes, abgebildet ist. Nach den Regeln der Heraldik wurde in der modernen Ausführung auf die Darstellung der Gestalt der hl. Margaretha zugunsten ihres Attributes, des gebundenen Drachen, verzichtet.

## Kultur und Sehenswürdigkeiten
Die evangelische Kirche wurde 1836 als klassizistischer Saalbau auf einer kleinen Anhöhe erbaut. Die Barockorgel wurde 1710 für das Weißfrauenkloster in Mainz vermutlich von Johann Jakob Dahm erbaut. Später wurde die Orgel in Nieder-Ingelheim aufgestellt, 1853 kam sie nach Strinz-Margarethä. Die erste Schule datiert von 1694. Das frühere Schulgebäude wurde 1871 errichtet, das folgende in den 1950er Jahren. Beide sind heute Wohngebäude.
Im Ort gibt es ein Dorfgemeinschaftshaus, die Aubachhalle aus den 1970er Jahren, und ein Kelterhaus, in dem die traditionelle Apfelsaft- und Apfelweinherstellung gepflegt wird.